# 377 (numero)
Trecentosettantasette (377) è il numero naturale dopo il 376 e prima del 378.

## Proprietà matematiche
- È un numero dispari.
- È un numero composto con 4 divisori: 1, 13, 29, 377. Poiché la somma dei divisori (escluso il numero stesso) è 43 < 377, è un numero difettivo.
- È un numero semiprimo.
- È il quattordicesimo numero della successione di Fibonacci, dopo il 233 e prima del 610.
- È un numero palindromo nel sistema di numerazione posizionale a base 11 (313).
- È parte delle terne pitagoriche (135, 352, 377), (145, 348, 377), (345, 152, 377), (260, 273, 377), (336, 377, 505), (377, 2436, 2465), (377, 5460, 5473), (377, 71064, 71065).

## Astronomia
- 377P/Scotti è una cometa periodica del sistema solare.
- 377 Campania è un asteroide della fascia principale del sistema solare.

## Astronautica
- Cosmos 377 è un satellite artificiale russo.